# Capão do Leão

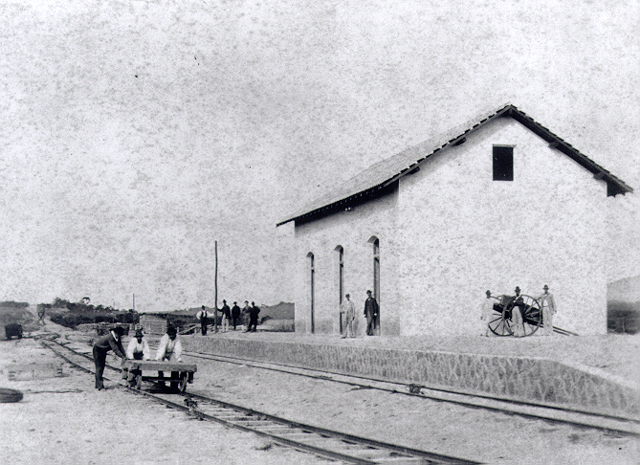
Estação do Capão Leão, na Estrada de Ferro do Rio Grande a Bagé, Rio Grande do Sul en 1884.

Estação do Capão Leão, na Estrada de Ferro do Rio Grande a Bagé, Rio Grande do Sul , 1884
Estação do Capão Leão, na Estrada de Ferro do Rio Grande a Bagé, Rio Grande do Sul , 1884
Capão do Leão es un municipio brasilero del estado de Río Grande del Sur.
Se encuentra ubicado a una latitud de 31° 45′ 48″ S y una longitud de 52° 29′ 02″ O, estando a una altitud de 21 metros sobre el nivel del mar. Su población estimada para el año 2004 era de 26.193 habitantes.
Ocupa una superficie de 784,72 km².

## Toponimia
En una mezcla de guaraní y portugués significa: capão del "león" siendo presumiblemente la palabra "león" la que en muchas partes de América se usa para señalar al puma.
- Datos: Q1749867
- Multimedia: Capão do Leão / Q1749867